# Alberto Burdese
Alberto Burdese (Torino, 2 gennaio 1927 – Padova, 2 febbraio 2011) è stato un giurista italiano, docente e storico del diritto romano.
Insignito della Medaglia d'oro ai benemeriti della Scuola, della Cultura e dell'Arte, è stato socio effettivo dell'Istituto Veneto di Scienze, Lettere ed Arti e dell'Accademia Galileiana di Scienze, Lettere ed Arti di Padova, nonché socio corrispondente dell'Accademia delle Scienze di Torino.

## Biografia
Si laurea nel 1947 in giurisprudenza presso l'Università degli Studi di Torino, sotto la guida di Giuseppe Grosso, allora titolare della cattedra di Diritto Romano. L'anno successivo fa il suo esordio nell'ambito della letteratura romanistica, con un contributo (il primo di una lunghissima serie) dedicato alla menzione degli eredi nella fiducia cum creditore.
Nel 1950, forte di due monografie (l'una sulla lex commissoria e il ius vendendi nella fiducia e nel pignus e l'altra sull'autorizzazione ad alienare nel diritto romano), consegue la libera docenza, tenendo per incarico il corso di Istituzioni di diritto romano nella facoltà di Giurisprudenza dell'Università di Camerino e poi, dal novembre del 1951, il corso di Diritto romano in quella di Ferrara. Nel 1952, dopo aver dato alle stampe una ricerca in tema di ager publicus, vince il concorso a cattedre bandito nello stesso anno, classificandosi al primo posto.
Grazie ad un quarto libro, dedicato alla nozione classica di naturalis obligatio, comparso nel 1955, passa a ordinario l'anno successivo presso l'Università degli Studi di Padova, ove già da due anni impartiva le lezioni del corso di Istituzioni di diritto romano: materia, questa, che mai abbandonerà sino al collocamento fuori ruolo nel 1999, nonostante Giuseppe Grosso avesse spesso insistito per il suo rientro a Torino.
Dal 1987, presso l'Ateneo patavino, ha ricoperto il ruolo di Coordinatore del Dottorato di ricerca in diritto romano e diritti dell'antichità consorziante le Università di Padova, Bologna, Genova, Milano (Statale) e Torino. Dal 1987 al 1997 è stato Componente del Comitato consultivo di Giurisprudenza del Consiglio universitario nazionale; tra il 1994 e il 1996 è stato membro del Comitato ordinatore della facoltà di Giurisprudenza dell'Università di Verona attivo; dal 1984 al 1998 è stato Direttore dell'Istituto di diritto romano, storia del diritto e diritto ecclesiastico presso la facoltà di Giurisprudenza dell'Università di Padova, della quale è stato anche preside dal 1995 al 2001, quando già era fuori ruolo da due anni.
Nel 1996 riceve la laurea honoris causa dall'Università Complutense di Madrid.
Nel 2001, tra Padova, Treviso e Venezia, si svolge in suo onore il Convegno internazionale di studi dedicato a Il ruolo della buona fede oggettiva nell'esperienza giuridica storica e contemporanea, al quale prendono parte più di ottanta relatori prevenienti da tutto il mondo.

## Pubblicazioni
Il numero degli scritti di Alberto Burdese, comparsi tra il 1948 e il 2011, supera le tre centinaia, per un totale di circa settemila pagine. Tali lavori, oltre a denotare la profonda dedizione per la ricerca scientifica dello stesso, sono testimoni anche della varietà di interessi che Alberto Burdese nutriva: all'interno della sua produzione, infatti, oltre agli scritti di diritto romano (tra i quali quattro monografie e due manuali, uno dedicato al diritto pubblico, l'altro al diritto privato), troviamo diverse note a sentenza su temi classici del diritto privato e su questioni giuslavoristiche e fiscali, un consistente numero di voci enciclopediche attinenti all'uno e all'altro diritto, una moltitudine di saggi, nonché tre trattati di diritto civile italiano (su servitù prediali, parte generale delle successioni e divisione ereditaria). Numerose anche le recensioni di contributi concernenti il diritto romano e il diritto vigente.
Una lista completa dei contributi di Alberto Burdese compare in calce alla Commemorazione composta in suo ricordo da Luigi Garofalo, professore di Diritto romano dell'Università degli Studi di Padova.